# Polygrammodes nigrilinealis
Polygrammodes nigrilinealis là một loài bướm đêm trong họ Crambidae.